# قائمة المواقع والمعالم المصنفة في ولاية البيض
هذه قائمة حصرية للمواقع الأثرية و المعالم التاريخية المصنفـــة حسب وزارة الثقافة والاتصال (الجزائر) لولاية البيض
| رقم    | اسم                      | وصف | موقع          | مدينة | قسم   | الإحداثيات | صورة |
| ------ | ------------------------ | --- | ------------- | ----- | ----- | ---------- | ---- |
| 32-001 | موقع حجري المردوفة غاسول |     | بلدية بريزينة | البيض | البيض |            | صورة |